# Tommaso Leonetti (politico)
Tommaso Leonetti, conte di Santo Janni (Napoli, 20 agosto 1910 – Napoli, 13 gennaio 1975), è stato un nobile, politico, funzionario e dirigente sportivo italiano.

## Biografia
Conte di Santo Janni, figlio del conte Raffaele Leonetti e della principessa Elisabetta Rocco, era cugino del deputato Luigi Rocco.
Laureato in giurisprudenza, nell'estate del 1940, dopo la gestione del commissario Gaetano Del Pezzo, divenne presidente della squadra di calcio del Napoli: si prodigò affinché il club non venisse escluso dalla FIGC a causa delle morosità che la società aveva nei confronti della Lega. Durò in carica fino al termine della stagione, venendo rimpiazzato da Luigi Piscitelli.
Venne eletto deputato della I legislatura della Repubblica Italiana nel 1948, rimanendo in carica fino ala 1953.
Fu anche presidente dell'Automobile Club d'Italia di Napoli dal 1956 al 1969.